# Terahertz
En terahertz (THz) er en måleenhed for frekvens: 1 THz svarer til 1000 GHz, eller 1000 millarder svingninger per sekund.
Terahertz-området svarer til den øverste del af mikrobølge-båndet og nederste del af det infrarøde område (kaldet FIR for Far Infrared); 300 GHz - 3 THz (1 mm - 100 um).